# Hypericum hengshanense
Hypericum hengshanense är en johannesörtsväxtart som beskrevs av Wen Tsai Wang. Hypericum hengshanense ingår i släktet johannesörter, och familjen johannesörtsväxter. Inga underarter finns listade i Catalogue of Life.